# Wallraf-Richartz-Museum
Wallraf-Richartz-Museum er et kunstmuseum i Köln, Tyskland. Samlingen består primært af:
- Renæssance- og barokkunst (Lochner, van Dyck, Claude Lorrain, Murillo).
- Fransk kunst fra 1800-tallet (Corot, Monet).
- Tysk kunst fra 1800-tallet (Friedrich, Menzel, Böcklin).
- International kunst fra det 20. århundrede (pop art og amerikansk concept art).

## Ekstern henvisning
- Wikimedia Commons har flere filer relateret til Wallraf-Richartz-Museum
- Museets hjemmeside Arkiveret 22. juli 2011 hos  Wayback Machine

50°56′14.76″N 6°57′30.55″Ø / 50.9374333°N 6.9584861°Ø